# Moeda fiduciária
Moeda fiduciária é qualquer título não-conversível, ou seja, não é lastreado a nenhum metal (ouro, prata) e não tem nenhum valor intrínseco. Seu valor advém da confiança que as pessoas têm em quem emitiu o título ou da imposição realizada por regulamentação governamental, conhecido como moeda de curso forçado. A moeda fiduciária pode ser uma ordem de pagamento (cheques, por exemplo), títulos de crédito, dinheiro de papel, entre outros.
O economista desenvolvimentista John Maynard Keynes defende-a, contrapondo tanto ao autor clássico Adam Smith, como o Austríaco Hans-Hermann Hoppe.
O dinheiro Fiat pode ser:
- Qualquer dinheiro que não seja garantido por uma mercadoria.
- Dinheiro declarado por uma pessoa, instituição ou governo como curso forçado.[5]
- Dinheiro emitido pelo Estado que não é conversível por meio de um banco central em qualquer outra coisa, nem fixado em valor em termos de qualquer padrão objetivo.[6]
- Dinheiro usado por causa de decreto governamental.[7]
- Um objeto de outro modo não valioso que serve como meio de troca[8] (também conhecido como moeda fiduciária.)[9]

O termo fiat deriva da palavra latim fiat, que significa "seja feito", usada no sentido de ordem, decreto ou resolução.

## História
A moeda fiduciária substituiu o padrão-ouro em todos os países do mundo, o resultado foi o sistema de câmbio flutuante.

## Inflação
O crescimento da oferta monetária nem sempre causa aumentos nominais dos valores dos produtos. Em alguns casos pode prevenir o aumento de preços, mantendo-os estáveis, impedindo que ocorra uma queda brusca na valorização dos mesmos.
A adoção de uma moeda fiduciária por muitos países, a partir do século XVIII, tornou a grande variação na oferta de dinheiro possível. Desde então, houve aumentos na oferta de papel-moeda, produzindo hiperinflações - episódios em que, as taxas de inflação foram muito mais altas do que as observadas anteriormente. A hiperinflação na República de Weimar, na Alemanha, é um exemplo clássico.
Os economistas geralmente acreditam que altas taxas de inflação e hiperinflação são causadas por um crescimento excessivo de dinheiro disponível. Hoje, a maioria dos economistas defende uma taxa baixa e constante de inflação.Inflação baixa (diferente de zero ou negativa) reduz a gravidade das recessões econômicas, permitindo que o mercado se ajuste mais rápido em uma recessão e reduz o risco de que uma armadilha de liquidez impeça a política monetária de estabilizar a economia.
A tarefa de manter a taxa de inflação baixa e estável é geralmente dada às autoridades monetárias. Normalmente, estas autoridades monetárias são os bancos centrais, que controlam a política monetária, através da fixação de taxas de juros, através de operações de mercado aberto e através da criação de reservas bancárias.